# Ermita de la Santa Cruz (Roquetas de Mar)
La ermita de la Santa Cruz es un templo religioso de culto católico y puesto bajo la advocación de la Santa Cruz. Está situada en Roquetas de Mar, en la provincia de Almería (España).

## Historia

### Misión de la Orden de los Redentoristas
En 1868 el pueblo fue visitado por tres miembros de la Orden de los Redentoristas, siendo sus nombres Víctor, Pedro y Luis. Esta misión reavivó la fe de los roqueteros en los cuatro días que estuvo en el municipio. El último día que estuvieron en el pueblo, salieron de la iglesia de Ntra. Sra. del Rosario portando una cruz de madera pintada de negro, que llevaron hasta el sitio llamado "El Ventorrillo"; allí la colocaron en un pedestal, desde el que el misionero Pedro pronunció un discurso sobre la muerte y pasión de Jesús. Posteriormente, comieron en el pueblo y se marcharon hacia Adra acompañados de los ciudadanos hasta las afueras de Roquetas de Mar.

### Construcción
El 23 de enero de 1900 la Corporación municipal acordó lo siguiente:

En vista del escrito presentado por el vecino de este pueblo, D. Ramón Alcaraz Yborra, en solicitud de que por el Ayuntamiento se le conceda el sitio denominado "el Gandul", por ser terreno realengo o de la propiedad del pueblo, una parcela de ocho varas de fachada por catorce de fondo a fin de edificar a sus expensas un Ermita a la Santa Cruz, que la misión apostólica puso en dicho sitio. Y el ayuntamiento acordó autorizar a dicho individuo para que lleve a efecto su cristiana obra, previa autorización también de la autoridad eclesiástica, cediendo a favor de la Iglesia dicha parcela sólo para dicho objeto piadoso.

Así, la ermita se construyó en el lugar donde 32 años atrás los misioneros redentoristas habían colocado una cruz; de ahí el nombre que adquirió la ermita. Ramón Alcaraz Yborra era pescador y, al salvarse de unos temporales, decidió construir la ermita como agradecimiento a la Virgen.

### Daños durante la Guerra Civil
En el año 1937 el interior de la ermita de la Santa Cruz quedó maltrecho, desapareciendo algunas imágenes.

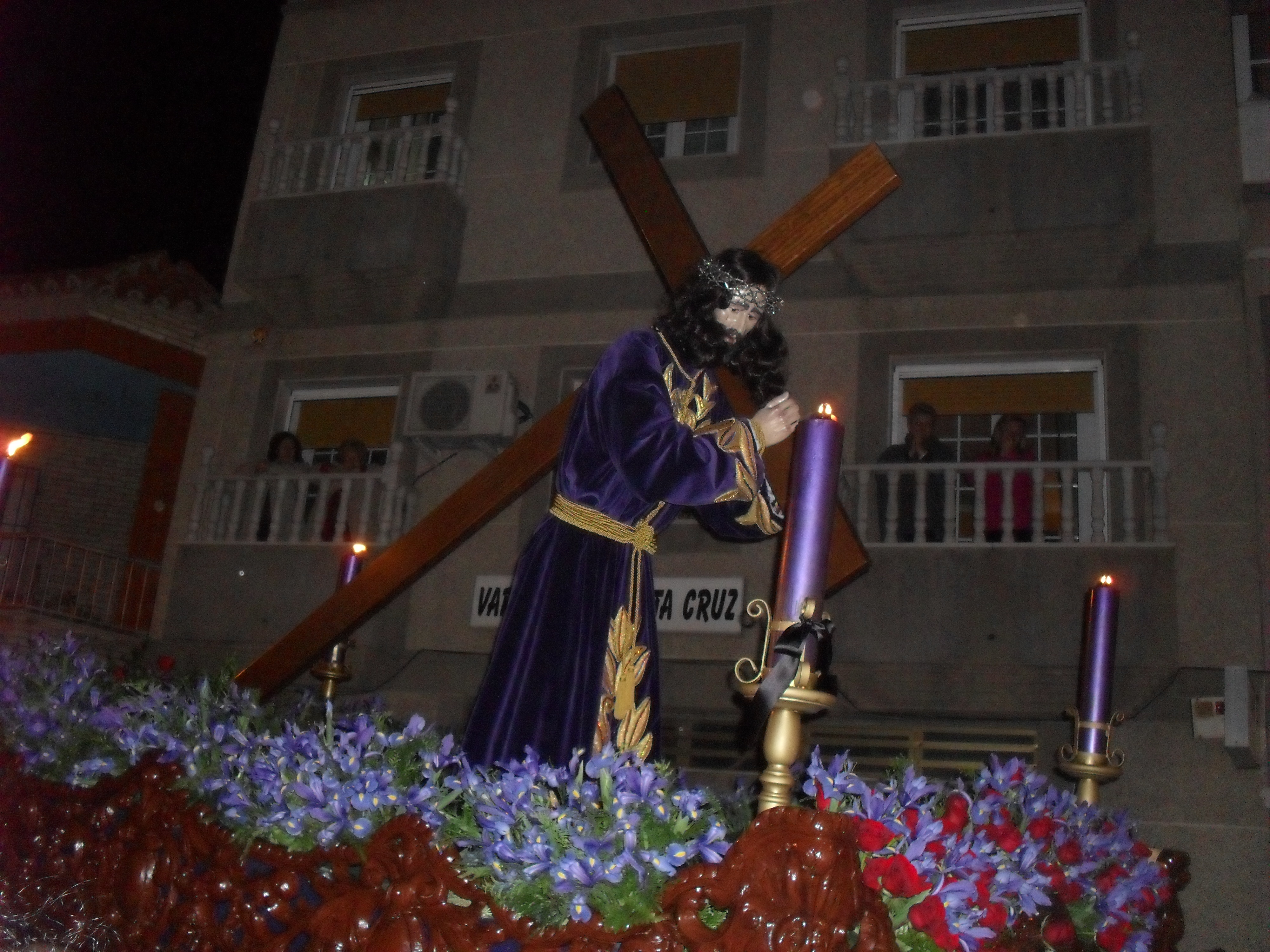
Ntro. Padre Jesús Nazareno durante la reverencia frente a la ermita de la Santa Cruz, el Miércoles Santo

### Actualidad
Actualmente, aunque ha reducido su actividad, sigue siendo relevante en varias ocasiones religiosas:
- El vienes anterior al Viernes de Dolores, se realiza un Viacrucis para niños desde la ermita hasta la iglesia de Santa Ana.
- El Domingo de Ramos se realiza un procesión con los niños vestidos de hebreos desde la ermita hasta la iglesia de Santa Ana.[4]
- El Miércoles Santo pasa la procesión de Ntro. Padre Jesús Nazareno (más conocido como el Nazareno) por parte de la Cofradía de Ntra. Sra. de los Dolores. Cuando el trono se encuentra al lado de la ermita de la Santa Cruz, se realiza un "reverencia": consiste en que los portadores de la parte de delante se arrodillan y los de la parte de atrás levantan el trono, inclinándose así éste.[5]

## Descripción y ubicación

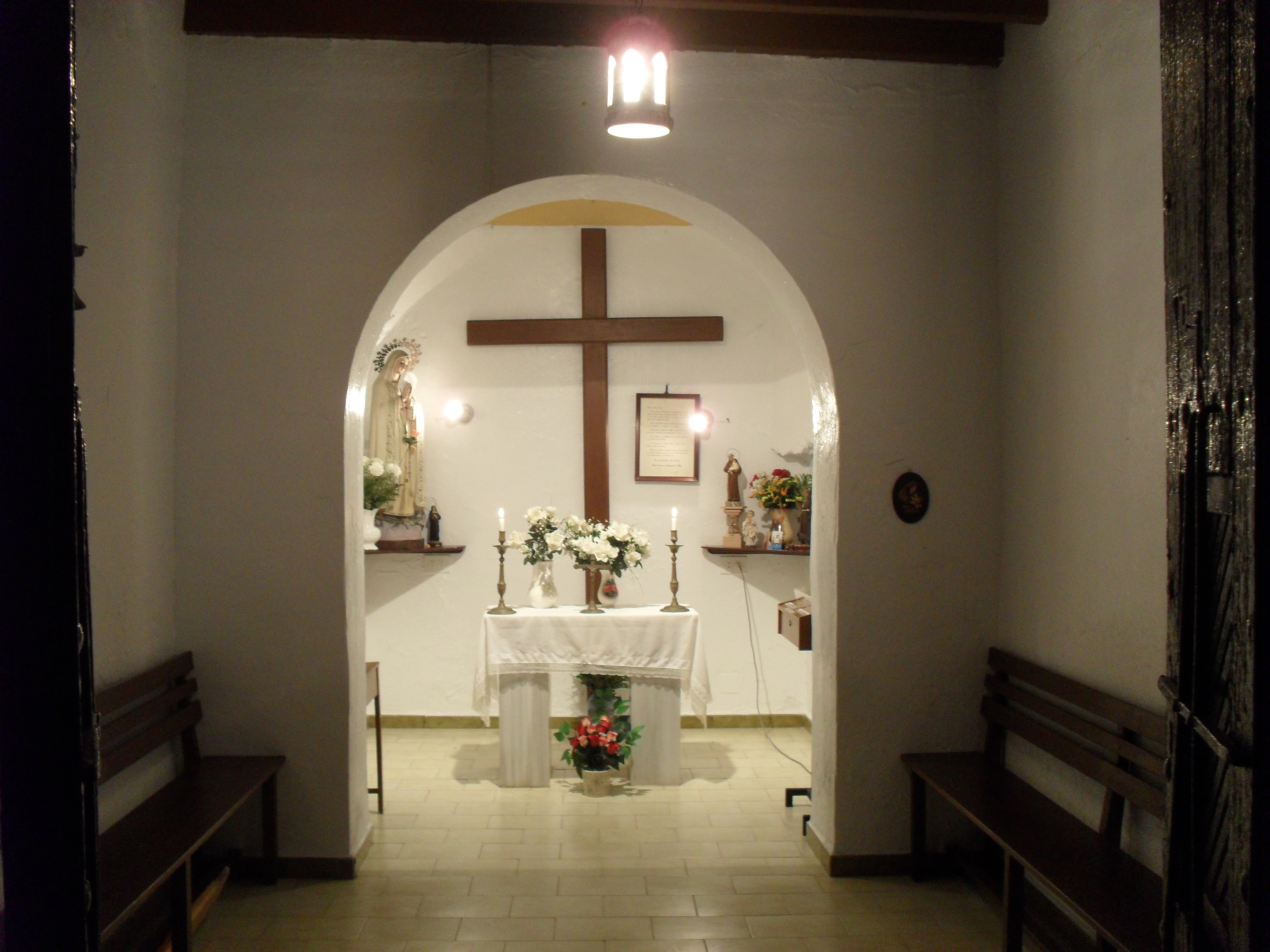
Interior

Se trata de una pequeña capilla de arquitectura popular. La ermita es de planta rectangular (también llamada de salón), dividida en dos:
- La primera parte se encuentra después de la puerta de entrada. En ella se sitúan dos bancos a cada lado y un artesonado muy sencillo basado en vigas de madera.
- La segunda es el altar, donde se encuentran las imágenes y la Santa Cruz que preside la estancia y da nombre a la ermita.

La ermita de la Santa Cruz se encuentra en la Avda. de Juan Bonachera de Roquetas de Mar.

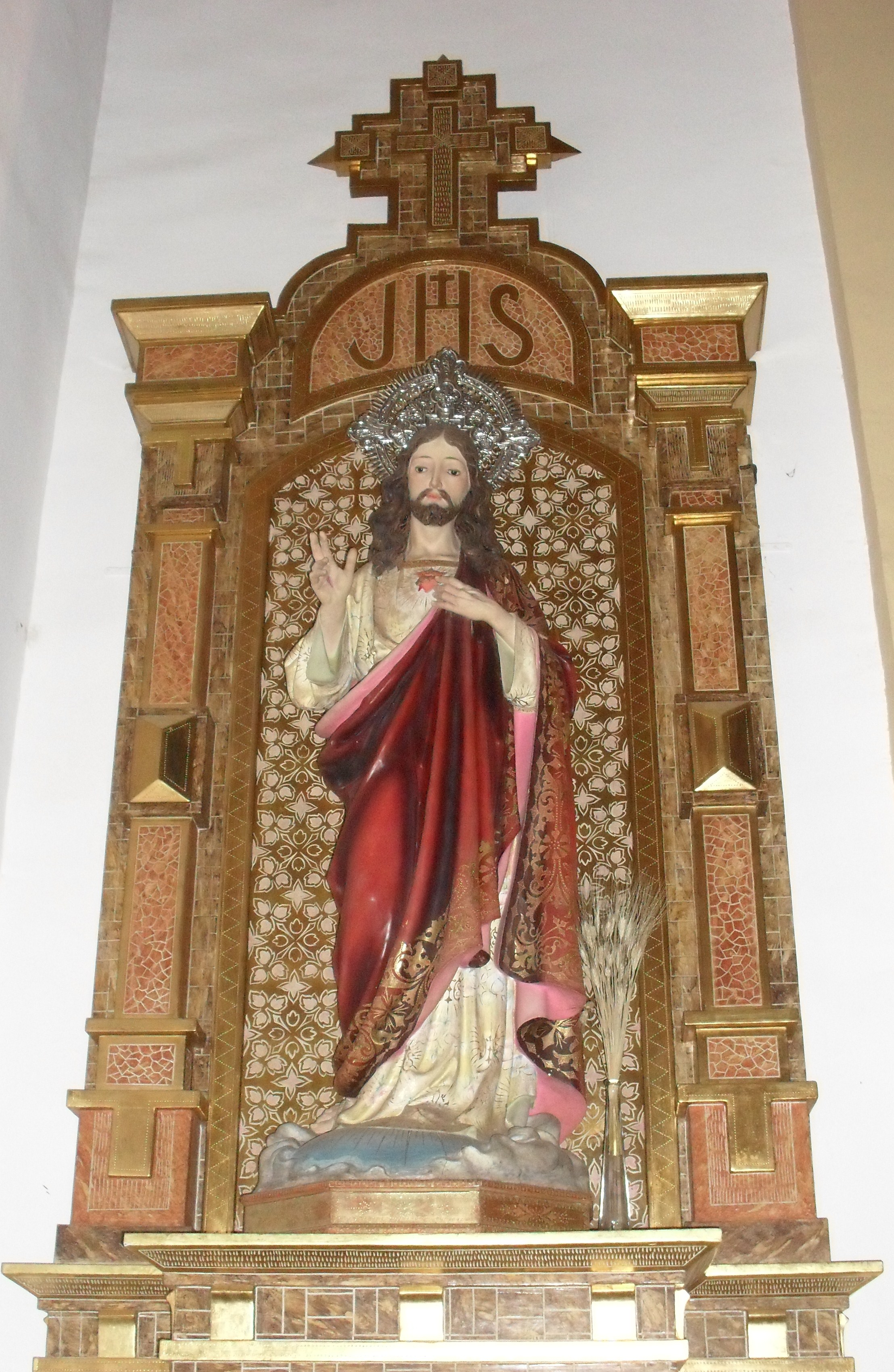
Sagrado Corazón de Jesús situado dentro de la iglesia de Ntra. Sra. del Rosario

## Imaginería

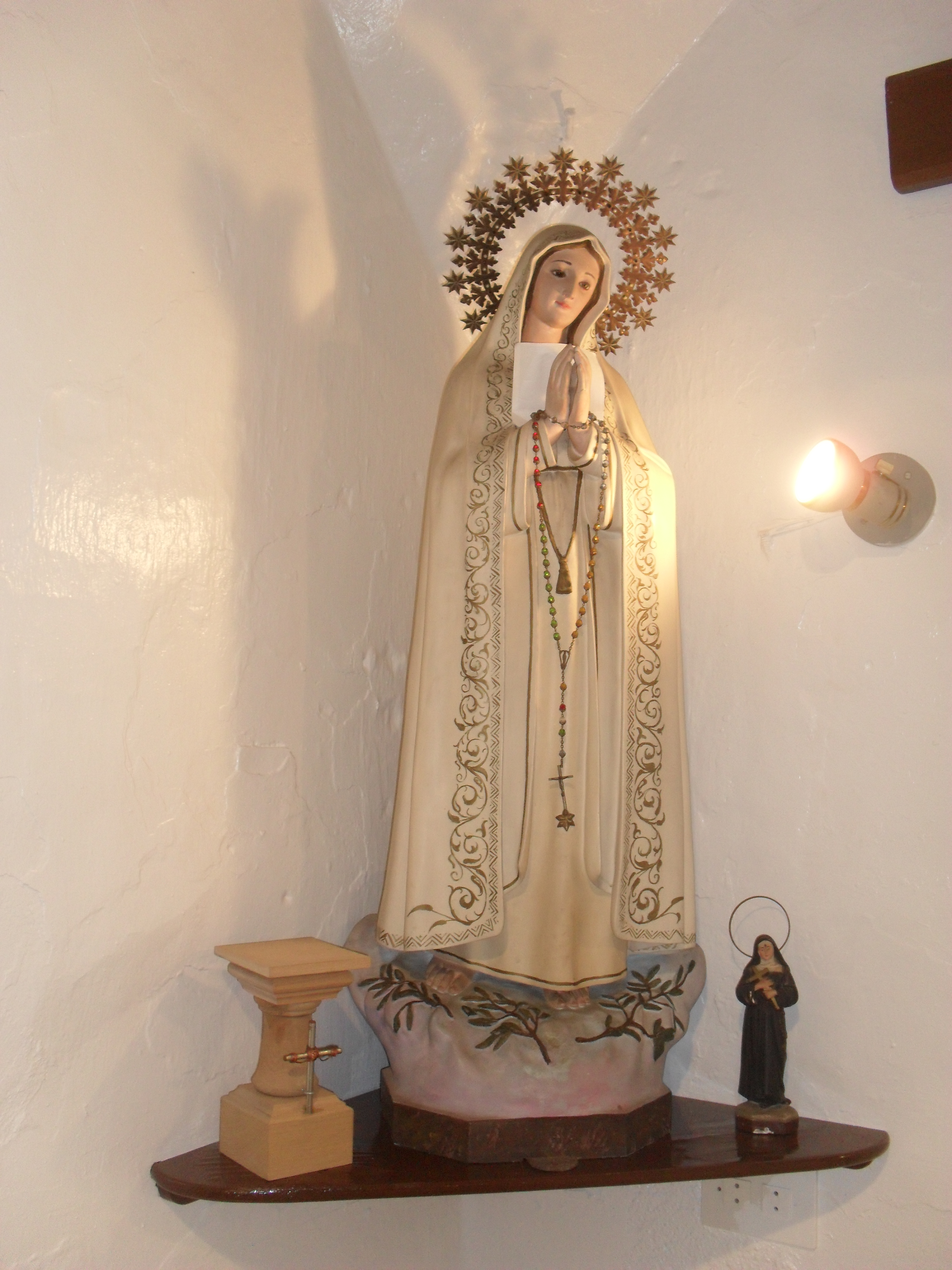
Virgen de Fátima situada dentro de la ermita de la Santa Cruz

Sobre todas las pequeñas imágenes presentes en la ermita, destaca la Virgen de Fátima. Esta imagen fue adquirida por suscripción popular entre 1953 y 1955; sin embargo, en un principio esta imagen estaba en la iglesia de Ntra. Sra. del Rosario. Por esa época, el Domingo de Resurrección se realizaba la procesión del Encuentro. En dicha procesión se sacaba la imagen del Sagrado Corazón de Jesús y la Virgen de Fátima, pero una vez durante esa procesión en la década de 1950, las manos de la Virgen resultaron dañadas y se suspendió la procesión indefinidamente; entonces se trasladó la Virgen de Fátima a la ermita y se le restauraron las manos. Sin embargo, la procesión no volvió a realizarse ningún año más.

## Curiosidades
En la historia de «El engañamuerte», acaecida en 1886 o 1887, Luis Francisco Jiménez Montoya se despertó dentro del ataúd a la altura del paraje conocido como El Ventorrillo, donde después se situaría la ermita.